# NGC 7159
NGC 7159 ist eine Spiralgalaxie vom Hubble-Typ Sbc im Sternbild Pegasus am Nordsternhimmel. Sie ist schätzungsweise 497 Millionen Lichtjahre von der Milchstraße entfernt.
Das Objekt wurde am 14. November 1886 von Lewis Swift entdeckt.